# Ричлон (Кентаки)
Ричлон (енгл. Richlawn) град је у америчкој савезној држави Кентаки.

## Демографија
По попису из 2010. године број становника је 405, што је 49 (-10,8%) становника мање него 2000. године.
| Група             | 2000.       | 2010.       |
| Белци             | 428 (94,3%) | 390 (96,3%) |
| Афроамериканци    | 10 (2,2%)   | 4 (1,0%)    |
| Азијати           | 1 (0,2%)    | 3 (0,7%)    |
| Хиспаноамериканци | 11 (2,4%)   | 4 (1,0%)    |
| Укупно            | 454         | 405         |